# Ab urbe condita (boek)

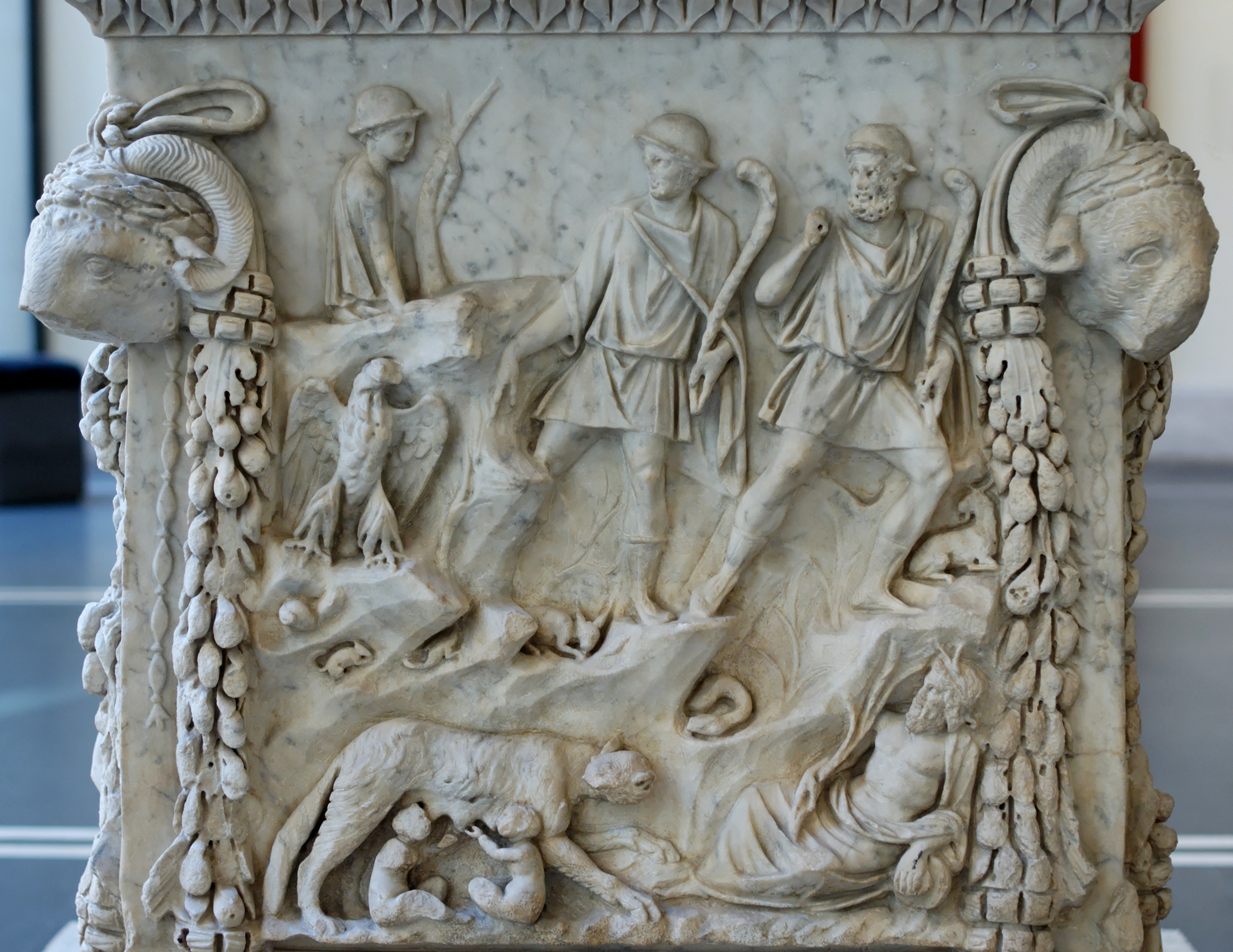
Verhaal uit Livius I.4, op een altaarpaneel voor Mars en Venus afkomstig van het Piazzale delle Corporazioni in Ostia Antica. Vader Tiber kijkt rechts onder toe terwijl de nationale lupa (wolvin) Romulus en Remus, stichters van Rome, zoogt bij de Palatijn. De herders staan op het punt hen te vinden, een van hun geiten is al te zien. De kleine dieren geven aan hoe ongerept de omgeving is. De nationale aquila (adelaar) is afgebeeld. Marmer, einde bewind Trajanus (98-117), hergebruikt tijdens Hadrianus (117-132) als sokkel voor een standbeeld van Silvanus. Museo Nazionale Romano, begane grond, zaal 1.

Ab Urbe Condita is de titel van het door Titus Livius geschreven monumentale werk over de geschiedenis van het Romeinse Rijk.
Het werk beschrijft in 142 boeken (libri) de geschiedenis vanaf de stichting van de stad (ab urbe condita), gedateerd op 753 v.Chr., tot aan de tijd van Livius zelf (rond het jaar 10). Van de 142 libri zijn alleen de boeken 1-10 en 21-45 bewaard gebleven, evenals enkele fragmenten van andere boeken.

## Opzet
Livius zette zijn geschiedenis op in de vorm van annalen, hiermee trouw blijvend aan de traditionele vorm van geschiedschrijving in het oude Rome, in tegenstelling tot Sallustius die zijn werken (onder andere Bellum Catilinae, Bellum Jugurthinum) in de vorm van een monografie schreef.
In de oorspronkelijke opzet omvatte AUC 150 libri, die de periode vanaf de stichting van Rome tot de dood van Augustus in het jaar 14 moesten beschrijven, maar door de dood van Livius in het jaar 17 bleef zijn monumentale werk beperkt tot 142 boeken.
De beschrijving van elk jaar begon op de Idus van maart van dat jaar door de consuls voor het jaar te noemen. Dit was volgens sommige wetenschappers ook de manier waarop de Romeinen hun jaren telden (in tegenstelling tot Ab urbe condita).

## Ab Urbe Condita: waar of niet waar?
In zijn voorschrift schrijft Livius:

De stof waaraan ik mij wijd is helemaal niet nieuw, zelfs algemeen bekeken. Want talloze geschiedschrijvers waren van oordeel dat zij een grotere geloofwaardigheid aan de feiten konden bijbrengen, ofwel de feiten op een meer verfijnde manier konden beschrijven dan hun voorgangers. In elk geval zal ik er vreugde aan beleven zelf een serieuze bijdrage geleverd te hebben aan de verspreiding van de geschiedenis van het belangrijkste volk ter wereld (...) Mijn onderwerp vraagt bovendien een enorm werk: het gaat 700 jaar in de geschiedenis terug en sinds zijn bescheiden ontstaan is Rome zo fel gegroeid dat het nu onder de last van zijn eigen grootheid gebukt gaat. (...) Bij het schrijven van mijn historisch werk zullen mijn gedachten afdwalen van de rampzalige strubbelingen die onze eeuw gedurende zoveel jaren heeft aanschouwd. (...) Ik heb niet de bedoeling wat gebeurd is vóór de stichting van de stad en wat eerder steunt op fantasie van dichterlijke verhaaltjes dan op authentieke documenten, te bevestigen of te ontkennen. (...) Maar ik ben van oordeel dat iedereen zijn volle aandacht moet toespitsen op het volgende: hoe leefden de mensen van vroeger? Wat waren hun morele normen? Door welke mannen en inspanningen, zowel op binnenlands als op buitenlands vlak, is het wereldrijk ontstaan en gegroeid? En wanneer de tucht langzamerhand begint te verslappen, dan moet men eens goed bekijken hoe de morele normen aan het wankelen gaan, daarna meer en meer vervagen om ten slotte helemaal te verdwijnen. Zover is men gekomen in onze tijd, waar wij onze gebreken niet kunnen aanvaarden, maar evenmin de inspanningen kunnen opbrengen om er vanaf te komen. Vooral dit is precies heilzaam en vruchtbaar in de studie van het verleden: dat men leerzame voorbeelden van allerlei soort voorgespiegeld krijgt in het kader van een luisterrijk historisch werk. Daarin vindt men wat goed is voor zichzelf en zijn volk en wat men beter kan vermijden, wat schadelijk is in zijn oorzaken of zijn gevolgen.
— Livius in zijn voorwoord

Livius maakt zijn lezers meteen duidelijk dat zijn ambities niet lagen in originaliteit of in een kritische benadering van de geschiedenis. In tegenstelling tot zijn voorgangers gebruikt hij weinig primaire bronnen, maar steunt hij vooral op het werk van de annalisten, deze werken worden de Annalen genoemd. Ze waren vooral religieus van aard: Feesten, zonne-eclipsen, oorlogen en ellenlange opsommingen van magistraten die dat jaar werden aangesteld werden erin beschreven. De annalen, ook wel Tabulae pontificum genoemd, waren gebeiteld op steen. Vol respect voor de historiografische traditie van de tijd, ging hij ervan uit dat hun gegevens historisch juist waren. Wanneer hij op extreme voorspellingen stootte, zwakte hij die wat af, en als hij bij de annalisten verschillende versies van de feiten vond, dan signaleerde hij die en liet de keuze aan de lezer over.
Livius maakte gebruik van de mores maiorum, de goede eigenschappen van de voorvaderen, hierbij idealiseerde hij de Romeinen. De mores maiorum bevatten:
- Piëtas (Het plichtsbesef, de onvoorwaardelijke trouw en eerbied voor de Romeinse burgers en goden)
- Gravitas (De ernstigheid of waardigheid)
- Virtus (De dapperheid of moed)

Het belang van Livius’ werk bestaat erin, dat hij de hele geschiedenis van zijn vaderland bekijkt met de ogen van iemand die getuige is geweest van een woelige periode van burgeroorlogen en zedelijk verval. De grondgedachte uit zijn voorrede:'Hoe kan een volk dat door dapperheid en heldenmoed zo groot geworden is, zo diep vallen?, loopt als een rode draad door heel zijn Ab Urbe Condita. Eerder dan de weergave van feiten was het hem te doen om het illustreren van de grootheid van Rome, tot voorbeeld van de komende generaties.
Reeds in zijn eigen tijd werd Livius beschouwd als een autoriteit van eerste rang. Geleidelijk aan werd zijn werk, dat de hele Romeinse geschiedenis op een boeiende manier weergeeft, beschouwd als de enige bron voor de kennis van het nationaal verleden. De vroegere annalisten werden vergeten en hun werk ging verloren voor het nageslacht. Er zijn nog verscheidene geschiedschrijvers geweest na Livius, maar niemand heeft het nog gewaagd een totaalbeeld op te hangen van de Romeinse Republiek.

## Inhoud

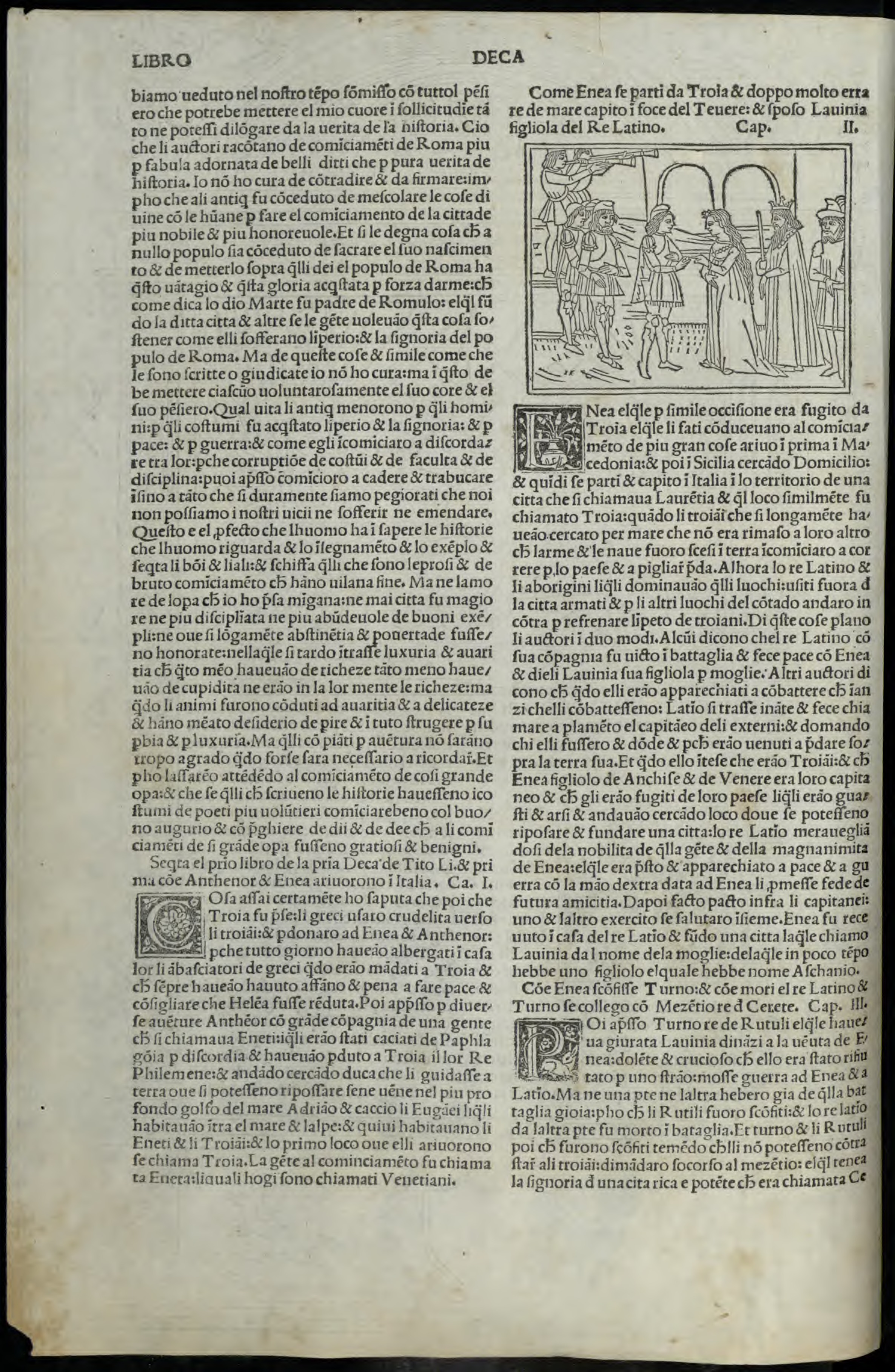
Ab urbe condita, 1493

Hoewel niet alle boeken bewaard zijn gebleven weten we toch wat de boeken beschreven, met dank aan andere klassieke schrijvers die inhoudsopgaven en samenvattingen maakten.

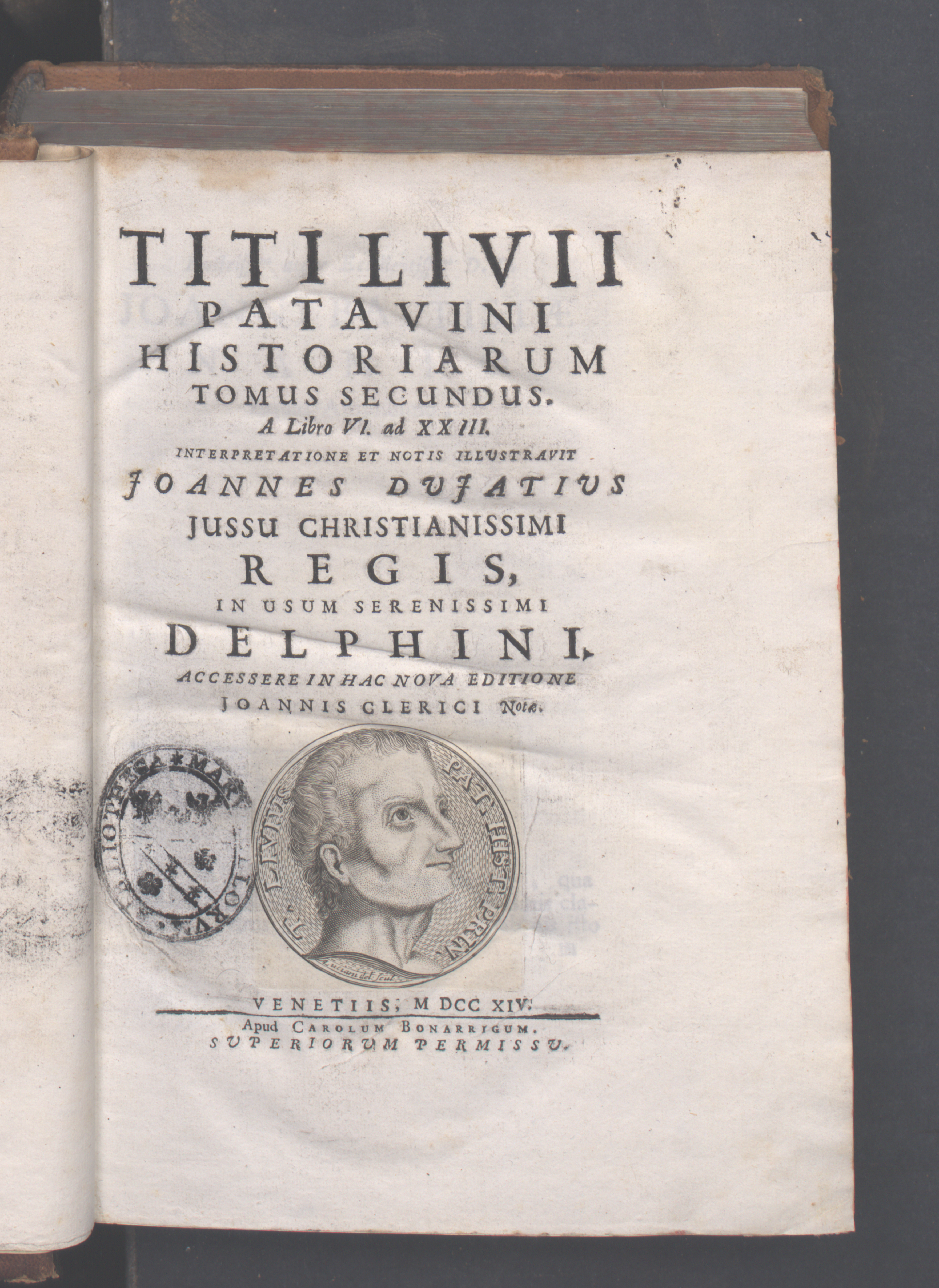
Ab Urbe condita, 1714

Livius werd steeds uitgebreider in zijn beschrijvingen naarmate hij dichter bij relatief recente geschiedenis van toen kwam, het einde van de Republiek en het begin van het principaat. In zijn voorwoord (Praefatio) geeft hij hier zelf een reden voor:
..et legentium plerisque haud dubito quin primae origines proximaque originibus
minus praebitura voluptatis sint, festinantibus ad haec nova..
..ongetwijfeld zullen de meeste lezers minder genoegen scheppen in de oorsprong
en het eerste begin en zich haasten naar deze moderne tijd.
De verdichting van zijn beschrijvingen had waarschijnlijk ook te maken met het feit dat er veel meer informatie over de recentere tijden beschikbaar was.
In een Egyptisch papyrus uit de 3e eeuw werd de inhoud van de boeken 37-40 en 48-55 vermeld; de Periochae, een samenvatting uit de 4e eeuw vermeldt de gehele inhoud van de AUC. Onderstaande tabel geeft een globaal overzicht van de inhoud:
| Boek    | Onderwerp                                                                       |
| ------- | ------------------------------------------------------------------------------- |
| 1-5     | Van de stichting van Rome tot de plundering door de Galliërs (386 v.Chr.)       |
| 6-10    | Samnitische oorlogen                                                            |
| 11-15   | Verovering van Italië                                                           |
| 16-20   | Eerste Punische Oorlog                                                          |
| 21-30   | Tweede Punische Oorlog                                                          |
| 31-45   | Tot het einde van de oorlog met Perseus van Macedonië (168 v.Chr.)              |
| 46-70   | Tot het begin van de Bellum sociorum (90 v.Chr.)                                |
| 71-80   | De burgeroorlog tot de dood van Marius (86 v.Chr.)                              |
| 81-90   | De burgeroorlog tot de dood van Sulla (78 v.Chr.)                               |
| 91-103  | Tot de overwinning van Pompeius (62 v.Chr.)                                     |
| 104-108 | Laatste jaren van de Republiek                                                  |
| 109-116 | Begin van de strijd tussen Pompeius en Julius Caesar tot diens dood (44 v.Chr.) |
| 117-133 | Tot de Slag bij Actium (31 v.Chr.)                                              |
| 134-142 | Begin van het principaat (van 29 - 9 v.Chr.)                                    |

## Nederlandse vertalingen
F.H. van Katwijk-Knapp leverde een moderne vertaling van het begin van Ab Urbe condita:
- Het ontstaan van Rome, 1973, ISBN 9022841235
- Rome's strijd om het bestaan, 1974, ISBN 9022841251

Haar tekst vormde het eerste deel van de integrale vertaling die vanaf 1997 verscheen, waarbij Hedwig W.A. van Rooijen-Dijkman instond voor de volgende delen:
- Zonen van mars. De geschiedenis van Rome I-X, 1997, ISBN 9789025331313
- Hannibal voor de poorten. De geschiedenis van Rome XXI-XXX, 1998, ISBN 9789025331320
- Vrijheid voor de Grieken. De geschiedenis van Rome XXXI-XLV, 2001, ISBN 9025331432

Een bloemlezing uit deze vertaling verscheen in 2000 onder de titel Sinds de stichting van de Stad.

## Voetnoten
1. ↑  K. Kollum, art. Livius - vanaf de stichting van de stad, Www.koxkollum.nl. Gearchiveerd op 26 oktober 2020.
2. ↑  N.S. Gill, art. Livy - Ab Urbe Condita: The Structure of Livy - Ab Urbe Condita, Ancienthistory.about.com, 2000-2003.. Gearchiveerd op 6 september 2015.